# Saint-Julien-de-Concelles

Localització de Saint-Julien-de-Concelles

Saint-Julien-de-Concelles (en bretó Sant-Juluan-Kankell) és un municipi francès, situat a la regió de país del Loira, al departament de Loira Atlàntic, que històricament ha format part de la Bretanya. L'any 2006 tenia 6.692 habitants. Limita amb els municipis de Sainte-Luce-sur-Loire, Thouaré, La Chapelle-Basse-Mer, Le Loroux-Bottereau, Haute-Goulaine i Basse-Goulaine.

## Demografia
| 1962                                       | 1968  | 1975  | 1982  | 1990  | 1999  |
| ------------------------------------------ | ----- | ----- | ----- | ----- | ----- |
| 3.555                                      | 3.850 | 4.272 | 5.095 | 5.418 | 6.260 |
| Des de 1962: població sense dobles comptes |       |       |       |       |       |

## Administració
| Període   | Identitat          | Partit |
| --------- | ------------------ | ------ |
| 2001-2008 | Pierre Roy         |        |
| 2008-     | Christophe Audouin |        |

## Història
El 22 d'octubre de 1941, 4 dels 16 ostatges afusellats a Nantes després de l'atac contra Karl Hotz estan enterrats al cementiri d'Haute Goulaine. El cementiri també fou el lloc d'inhumació de Marin Poirier, condemnat a mort el 27 d'agost i afusellat el 30.